# Lóránd Hegyi
Pour les articles homonymes, voir Hegyi.
Dans le nom hongrois Hegyi Lóránd, le nom de famille précède le prénom, mais cet article utilise l’ordre habituel en français Lóránd Hegyi, où le prénom précède le nom.
Lóránd Hegyi ([hɛɟi]), né le 19 avril 1954 à Budapest, est un historien d'art hongrois, directeur général du Musée d'art moderne et contemporain de Saint-Étienne Métropole de 2003 à 2016 et conservateur de la collection assemblée par les princes Esterházy. 

## Biographie
Né en 1954, il étudie l'histoire de l'art et de l'esthétique à l'université de Budapest.
Il enseigne dans les années 1980 à l'Université Loránd Eötvös de Budapest en Hongrie et à l'université de Graz en Autriche tout en organisant parallèlement des expositions en Autriche, en Allemagne, aux Pays-Bas, en France et en Hongrie, dont Eclectique (Budapest, 1986) et Nouvelle Sensibilité (Dortmund, Mannheim, 1987).
Puis il est nommé directeur du Musée d’art moderne - Fondation Ludwig à Vienne,, de 1990 à 2001 où il développe une des plus grandes et des plus complexes collections d’art contemporain des pays d’Europe de l'Est et d’Europe centrale, à laquelle il dédie deux grandes expositions : Réductivisme – Abstraction en Pologne, en Hongrie, en Tchécoslovaquie (Vienne, 1992), Aspects, positions : Cinquante ans d’art en Europe centrale (Vienne, Barcelone, Southampton 1999).
On lui confie parallèlement le commissariat d’expositions internationales comme Abstract/Real : Référence Malévitch, Duchamp, Beuys (Vienne, 1996), La Casa, il Corpo, il Cuore : Construction des identités (Vienne, Prague 1999), Conception de l’espace (Barcelone 2002), il assure le cocommissariat de la Biennale de Venise et de la Biennale de Toyama en 1993 puis il est nommé directeur artistique successivement de la Biennale de Sculpture de Stuttgart en 1995 et de la Biennale de Valencia en 2003. Il est membre du Comité d’art de Luxembourg de 1996 à 2000.
Il a été membre de nombreux comités, consultants et commissaires auprès de musées et d'entreprises, comme la banque européenne d'investissement au Luxembourg, la Salzburg Foundation en Autriche (1999), le Palazzo Arte Napoli (2001) et a occupé le poste de directeur général du Musée d'art moderne de Saint-Étienne Métropole de 2003 à 2016,. Il a été commissaire des expositions Passage d’Europe – Un certain regard sur l’Europe centrale et orientale (Saint-Étienne, 2004), Settlements – À la recherche de lieux possibles (Saint-Étienne, 2004), The Giving Person (Naples, 2005), Domicile – Privé/Public (Saint-Étienne, 2005), Zéro, Avant-garde internationale des années 1950-1960 (Saint-Étienne, 2008), Micro-Narratives, tentation des petites réalités (Saint-Étienne, 2008), Fragile (Saint-Étienne, 2009), Iles jamais trouvées (Gênes, Saint-Étienne, Thessalonique 2010-2011), Intrigantes Incertitudes (Saint-Etienne, 2016). Dans le domaine de l'art contemporain, il a beaucoup écrit sur Salvatore Garau dont il a également été le commissaire de plusieurs importantes expositions, dont il a écrit: "En regardant les images Salvatore Garau vous avez un sentiment de solennité, le pouvoir, la gravité et en même temps aussi de la libération, de l'euphorie, de la vigueur, de quelque chose qui est lié à des sentiments d'infinitude. Un horizon illimité, une scène dans laquelle vous vous attendez de se produire quelque chose d'énorme, impressionnant".

## Publications
Il publie plusieurs livres sur l’art contemporain notamment :
- Nouvelle Sensibilité : changements du paradigme (1983)
- Expériences et Fictions : Modèles d’Avant-garde (1993)
- The "space mosaics" of Susanne Riegelnik  (1995)
- Avant-gardes et Transavangardes : Périodes de l’art moderne (1996)
- Alexandria (1998)
- Roman Opalka (2000)
- I love You (2003)
- Salvatore Garau (2004)
- Diversities (2004)
- The Courage to be Alone – Re-inventing of Narratives in Contemporary Art (2004)
- Salvatore Garau, GLV (2004)
- Napoli presenze. Posizioni e prospettive dell’arte contemporanea (2005)
- Micro-Narratives (2008)
- Salvatore Garau. Photogrammes avec horizon (2009)
- Fragilité de la narration (2009)

## Distinctions
- Chevalier de l' Ordre national de la Légion d'honneur[9] 2009 pour le bien-fondé d'œuvres d'art
- Chevalier de l'ordre des Arts et des Lettres (1999)
- Cavaliere della Repubblica Italiaana per Meriti Culturali
- Gran Cruz de la Orden del Merito Civil (2000)
- Docteur honoris causa (2006)

## Prix
- Prix Mihály Munkácsy (1991)